# Ямки (Красногвардєйський район)
Ямки (рос. Ямки) — хутір у Красногвардєйському районі Бєлгородської області Російської Федерації.
Населення становить 121  особу. Входить до складу муніципального утворення Стрелецьке сільське поселення.

## Історія
Населений пункт розташований у східній частині української суцільної етнічної території — східній Слобожанщині.
Згідно із законом від 20 грудня 2004 року № 159 від 20 грудня 2004 року органом місцевого самоврядування є Стрелецьке сільське поселення.

## Населення
| 2002 | 2010 |
| ---- | ---- |
| 123  | ↘121 |